# Генуэзский нож
Генуэ́зский нож — нож, который имеет собственный стиль и изготавливался в городе Генуя. Некоторые генуэзские ножи имеют особую форму, очень похожую на кинжал или стилет и поэтому запрещены. Особенно активно использовался не только на территории Республики Генуя с XVII до XVIII вв. Другие ножи этого типа являлись инструментом для работы или повседневного использования, иногда даже входили в набор вместе с элегантным платьем, поэтому были в свободной продаже. До сегодняшнего дня этот тип ножей по-прежнему выделяется своими конструктивными свойствами. Ношение генуэзского ножа может привести к аресту, так как запрещен к ношению и обороту.
Существование самого генуэзского ножа неоднозначно, так как он является, как полезным инструментом в повседневной жизни, так и оружием, которое легко использовалось в бою, также следует учесть достаточно невысокую стоимость генуэзского ножа при изготовлении. Как в те времена, так и сегодня изготавливали такой нож в основном представители преступного мира.
Кроме того, некоторые представители разных слоев общества не упускали такой возможности подделывать, изготавливать копии и присваивать другим видам ножей некоторые особенности и элементы генуэзского ножа, и как оказалось, такая деятельность развивается очень хорошо. Это способствовало распространению образцов генуэзского ножа в других частях Италии, особенно, на Корсике, так как там было найдено много экземпляров, которые явно позволяют определить происхождение генуэзского ножа.

## Отличительные характеристики
Рукоятка генуэзского ножа обычно без гарды, немного асимметричной формы по сравнению с лезвием. Очень часто рукоятка изготавливается из оливкового дерева, шалфея или лавра, что было популярно в XVIII веке в Генуе. В этом случае рукоятка носит название «perno» или «pernetto». Рукоятку генуэзского ножа обычно ничем не уплотняют, чтобы увеличить возможность проникновения и сопротивления при ударе.
Существуют различные типы рукояток генуэзского ножа, по форме они могут слишком отличаться друг от друга, как сам материал, так и отделка. Так что бесполезно пытаться найти какой-нибудь «общий фактор» или отличительные характеристики. Также рукоятки ножа изготавливали и из металла, что довольно крайняя редкость, особенно были популярны ножи из слоновой кости. Уникальны экземпляр генуэзского ножа XVIII века из слоновой кости представлен в коллекции Бютен музея Средневекового Оружия в Болоньи, Лионелло Шара. Этот генуэзский нож был представлен в каталоге в 1991 году.
Форма лезвия генуэзского ножа бывает, как прямоугольной, так и эллиптической, с заостренным наконечником, так и без наконечника, так как учтены также некоторые категории, эффективность и предназначение, как для кухонной работы, так и для шитья парусов, кожи, отгрузки вагонов и всего прочего, в том числе и криминального использования.

## Виды генуэзского ножа
Среди многих видов генуэзского ножа, объединяют их некоторые повторяющиеся черты стиля, формы, технические детали, которые безусловно позволяют распознавать и оценить этот вид оружия и одновременно инструмента в быту.
В зависимости от форм и видов лезвий и рукояток генуэзские ножи бывают таких видов:
- ножи канонические с острым наконечником или без наконечника
- с упором для пальца (passacorda)
- с двусторонним упором для пальца (passacorda)
- для бросания
- с дополнительным упором для пальца
- с секретным лезвием
- тычковые ножи
- декорированные

Некоторые экземпляры генуэзских ножей вполне могут принадлежать к более чем одной из всех разновидностей. Впрочем, классификация не столь категорична, так как каждый вид этого ножа поддается вариативной классификации, в том числе существуют другие способы группировки и разделения.

## Использование
Несомненно это оружие опасно и может принести значительный вред при боевом столкновении с другими видами оружия (например, на Совете Светлейшей Республики Генуя, 9 сентября 1699, было сделано объявление о запрете использования Генуэзского ножа в порту).
Так как нож был запрещен, генуэзцы старались прятать свое оружие, чтобы обойти законы их Города, в этих сложившихся условиях некоторые элементы формы генуэзского ножа были видоизменены. Мастера Республики Генуя начали производить более «острый нож», который начал больше цениться его владельцами. Упоминания о существовании такого вида генуэзского ножа и Искусстве ножа начали намного чаще упоминаться в документированных и архивных источниках, начиная со второй половины XII века.